# Talib Zanna
Talib Zanna (Kaduna, 1º ottobre 1990) è un cestista nigeriano.

## Statistiche

### College
| Anno      | Squadra             | PG  | PT | MP   | TC%  | 3P% | TL%  | RP  | AP  | PRP | SP  | PP   |
| --------- | ------------------- | --- | -- | ---- | ---- | --- | ---- | --- | --- | --- | --- | ---- |
| 2009-2010 | Pittsburgh Panthers | 1   | 0  | 3,0  | -    | -   | -    | 0,0 | 0,0 | 0,0 | 0,0 | 0,0  |
| 2010-2011 | Pittsburgh Panthers | 27  | 13 | 11,8 | 56,3 | 0,0 | 47,6 | 3,4 | 0,2 | 0,3 | 0,3 | 3,7  |
| 2011-2012 | Pittsburgh Panthers | 39  | 13 | 19,3 | 57,1 | -   | 66,3 | 5,5 | 0,3 | 0,3 | 0,4 | 6,3  |
| 2012-2013 | Pittsburgh Panthers | 33  | 33 | 23,9 | 49,8 | -   | 67,2 | 6,1 | 0,6 | 0,6 | 0,6 | 9,6  |
| 2013-2014 | Pittsburgh Panthers | 35  | 35 | 30,3 | 58,6 | 0,0 | 66,7 | 8,6 | 0,5 | 0,6 | 0,8 | 13,0 |
| Carriera  | Carriera            | 135 | 94 | 21,7 | 55,3 | 0,0 | 65,0 | 6,0 | 0,4 | 0,5 | 0,5 | 8,3  |

### G League

#### Regular Season
| Anno      | Squadra          | PG  | PT | MP   | TC%  | 3P%  | TL%  | RP   | AP  | PRP | SP  | PP   |
| --------- | ---------------- | --- | -- | ---- | ---- | ---- | ---- | ---- | --- | --- | --- | ---- |
| 2014-2015 | Oklahoma Blue    | 50  | 40 | 27,7 | 60,0 | -    | 71,3 | 11,0 | 0,8 | 0,8 | 0,3 | 13,3 |
| 2015-2016 | Oklahoma Blue    | 45  | 38 | 28,9 | 46,5 | 29,3 | 71,6 | 10,1 | 1,1 | 1,1 | 0,3 | 14,1 |
| 2021-2022 | Long Island Nets | 2   | 0  | 14,0 | 50,0 | -    | 57,1 | 5,5  | 0,0 | 0,5 | 0,0 | 5,5  |
| 2021-2022 | A.C. Clippers    | 5   | 0  | 15,7 | 66,7 | -    | 66,7 | 5,0  | 0,4 | 0,4 | 0,2 | 5,6  |
| 2021-2022 | Maine Celtics    | 4   | 1  | 16,0 | 23,1 | 0,0  | 25,0 | 4,0  | 1,3 | 0,8 | 0,5 | 2,0  |
| 2021-2022 | Oklahoma Blue    | 3   | 1  | 11,1 | 50,0 | -    | 100  | 1,3  | 0,7 | 0,0 | 0,0 | 2,7  |
| Carriera  | Carriera         | 109 | 80 | 26,5 | 52,7 | 27,9 | 71,0 | 9,7  | 0,9 | 0,9 | 0,3 | 12,4 |

#### Playoffs
| Anno     | Squadra       | PG | PT | MP   | TC%  | 3P% | TL%  | RP   | AP  | PRP | SP  | PP  |
| -------- | ------------- | -- | -- | ---- | ---- | --- | ---- | ---- | --- | --- | --- | --- |
| 2015     | Oklahoma Blue | 2  | 2  | 27,3 | 46,2 | -   | 87,5 | 10,5 | 1,0 | 0,0 | 0,0 | 9,5 |
| Carriera | Carriera      | 2  | 2  | 27,3 | 46,2 | -   | 87,5 | 10,5 | 1,0 | 0,0 | 0,0 | 9,5 |

## Palmarès

### Squadra
- Coppa di Francia: 1

Nanterre 92: 2016-17
- FIBA Europe Cup: 1

Nanterre 92: 2016-17

### Individuale
- NBDL All-Rookie Second Team (2015)